# كاى تومبسون
كاى تومبسون (بالإنجليزية: Kay Thompson)‏ هي كاتبةللأطفال ومغنية وكاتِبة ومؤلفة موسيقى تصويرية وملحنة وممثلة أمريكية، ولدت في 9 نوفمبر 1909 بسانت لويس في الولايات المتحدة، وتوفيت في 2 يوليو 1998 بنيويورك في الولايات المتحدة بسبب مرض.

## أعمال

### أفلام
- (1957) وجه مضحك

## وصلات خارجية
- كاى تومبسون على موقع IMDb (الإنجليزية)
- كاى تومبسون على موقع الموسوعة البريطانية (الإنجليزية)
- كاى تومبسون على موقع ألو سيني (الفرنسية)
- كاى تومبسون على موقع ميوزك برينز (الإنجليزية)
- كاى تومبسون على موقع أول موفي (الإنجليزية)
- كاى تومبسون على موقع قاعدة بيانات برودواي على الإنترنت (الإنجليزية)
- كاى تومبسون على موقع قاعدة بيانات برودواي على الإنترنت (الإنجليزية)
- كاى تومبسون على موقع قاعدة بيانات الأفلام السويدية (السويدية)
- كاى تومبسون على موقع ديسكوغز (الإنجليزية)
- كاى تومبسون على موقع ديسكوغز (الإنجليزية)